# Ignaz Moscheles
 Ignaz Moscheles (Praga, 23 de mayo de 1794-Leipzig, 10 de marzo de 1870) fue un compositor y pianista virtuoso bohemio, cuya carrera después de sus inicios estuvo basada principalmente en Londres, y posteriormente en Leipzig, donde sucedió a su amigo y alumno por un periodo Felix Mendelssohn como jefe del Conservatorio. 
Durante su tiempo en Londres, su amistad con Beethoven y Mendelssohn fue instrumental en la colaboración de los dos compositores con la Royal Philharmonic Society.

## Comienzos

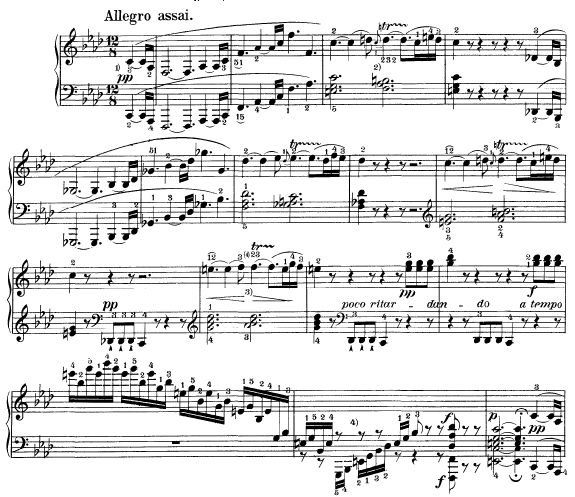
Comienzo de la Appassionata de Beethoven

Moscheles nació en 1794 en Praga, ( entonces Sacro Imperio Romano de la Nación Alemana), en una familia acomodada de comerciantes judíos de habla alemana. Su primer nombre fue originalmente Isaac. Su padre tocaba la guitarra y estaba ansioso por que uno de sus hijos se convirtiera en músico. Inicialmente, sus esperanzas se fijaron en la hermana de Ignaz, pero cuando ella se quejó, sus lecciones de piano fueron transferidas a su hermano. Ignaz desarrolló una temprana pasión por la música para piano (entonces revolucionaria) de Beethoven, que el mozarteano Bedřich Diviš Weber, su maestro en el Conservatorio de Praga, intentó frenar, instándolo a centrarse en Bach, Mozart y Muzio Clementi.
Después de la muerte prematura de su padre, Moscheles se estableció en Viena en 1808. Sus habilidades eran tales que pudo estudiar en la ciudad bajo Albrechtsberger para el contrapunto y teoría y Salieri para la composición. En este momento cambió su nombre de pila de 'Isaac' a 'Ignaz'. Fue uno de los principales virtuosos residentes en Viena durante el Congreso de Viena de 1814-1815 y fue en este momento cuando escribió su enormemente popular obra de virtuosismo Alexander Variations, Op. 32, para piano y orquesta, que luego tocó en toda Europa. Aquí también se convirtió en un amigo cercano de Meyerbeer (en ese momento todavía un virtuoso del piano, todavía no un compositor) y sus duetos de piano improvisados fueron muy aclamados. Moscheles también estaba familiarizado con Hummel y Kalkbrenner. Entre los virtuosos de la década de 1820, Hummel, Kalkbrenner, Cramer, Herz y Weber fueron sus rivales más famosos.
Mientras estaba en Viena, Moscheles pudo conocer a su ídolo Beethoven, que estaba tan impresionado con las habilidades del joven que le confió la preparación de la partitura para piano de su ópera Fidelio, encargada por su editor Artaria. Al final de su manuscrito, antes de presentarlo a Beethoven, Moscheles escribió las palabras Fine mit gottes Hülfe ("Terminado con la ayuda de Dios"). Beethoven aprobó la versión de Moscheles, pero agregó las palabras O Mensch, hilf dir selber ("¡Oh hombre, ayúdate!"). Las buenas relaciones de Moscheles con Beethoven demostraron ser importantes para ambos al final de la vida de Beethoven.

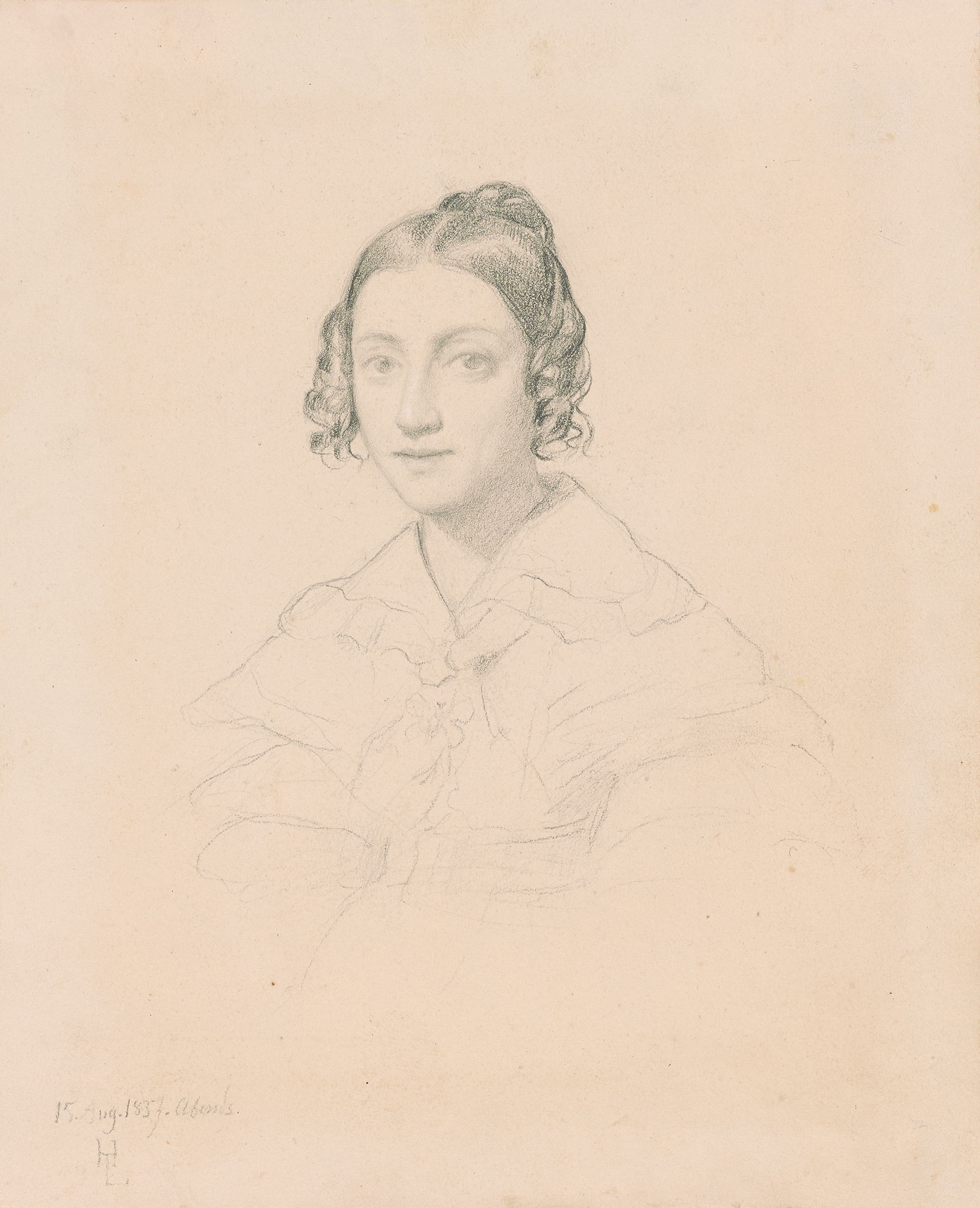
Charlotte Emden Moscheles, por Henri Lehmann

## Fe y familia
Moscheles se casó con Charlotte Emden (Henri Lehmann, 1837). Moscheles todavía era un judío practicante en Viena en 1814-15. Su esposa señala que era miembro de la congregación en Viena, y que escribió para la comunidad judía de Viena un oratorio celebrando la paz. A lo largo de su vida, como muchos otros músicos de origen judío, permaneció cerca de otros músicos de ascendencia similar, como Felix Mendelssohn, Anton Rubinstein, Joseph Joachim y Ferdinand Hiller. También permaneció en contacto con clientes de origen judío, como la familia Eskeles en Viena, la familia Leo en París y los Rothschild en Inglaterra. Se casó con Charlotte Embden, hija de un banquero judío de Hamburgo y primo de Heinrich Heine, en una sinagoga de Hamburgo en 1825.
Sin embargo, después de establecerse en Inglaterra, Moscheles se convirtió en miembro de la Iglesia de Inglaterra. Sus hijos, dos hijos y tres hijas, se bautizaron todos al nacer y él y su esposa se bautizaron en 1832. Eran padres de los pintores Félix (1833-1917), su segundo hijo y Serena Anna Moscheles (1830). -1902), su segunda hija y esposa de Georg Rosen. Rosen era orientalista como su hermano de Friedrich August Rosen, otro amigo de Mendelssohn, como Moscheles. Su nieta Jelka Rosen, también pintora, se casó con el compositor Frederick Delius. Moscheles viajó mucho por Europa como pianista y director de orquesta, y finalmente se instaló en Londres entre 1825 y 1846, donde se convirtió en codirector de la Royal Philharmonic Society en 1832. Nunca desaprobó sus orígenes judíos y con frecuencia llevó a su familia a visitar a sus familiares en Praga, todos los cuales habían conservado sus lealtades judías.

## Mendelssohn y el período de Londres

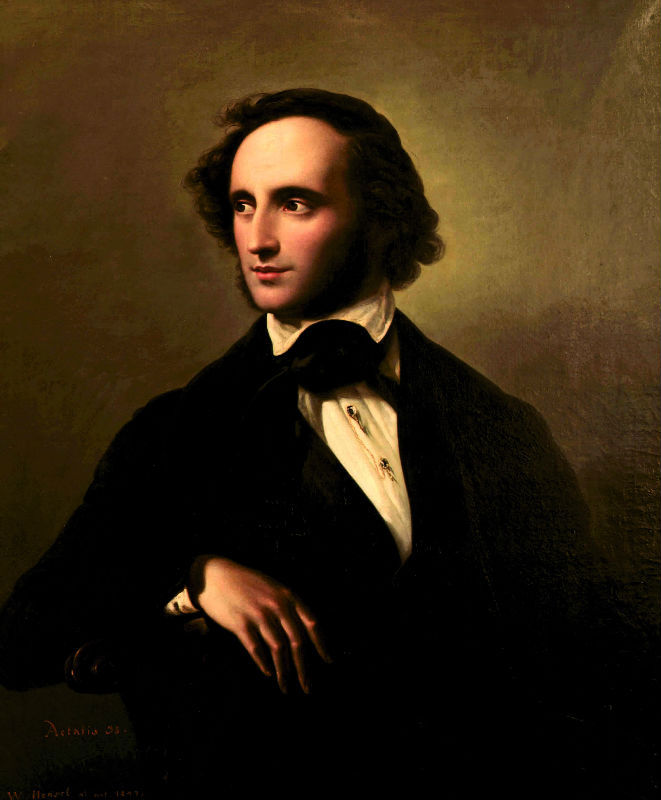
Felix Mendelssohn Bartholdy - Wilhelm Hensel 1847

Después de su período vienés, Moscheles siguió una serie sensacional de giras de conciertos europeas. Fue después de escuchar a Moscheles tocar en Carlsbad cuando el joven Robert Schumann quiso convertirse en un virtuoso del piano. Pero Moscheles encontró una bienvenida especialmente cálida en Londres, donde en 1822 fue galardonado con una membresía honoraria de la Academia de Música de Londres (que luego se convirtió en la Real Academia de Música). A finales de año escribió en su diario "Me siento cada vez más en casa en Inglaterra", y no dudó en establecerse allí después de su matrimonio. Moscheles visitó la mayoría de las grandes capitales de Europa, haciendo su primera aparición en Londres en 1822, y asegurándose allí la amistad del influyente Muzio Clementi y de Johann Baptist Cramer. Moscheles también fue alumno de Muzio Clementi. En marzo de 1823, Moscheles realizó una larga visita a Bath en Somerset y comenzó a trabajar en su Concierto para piano núm. 4 (Op.64). En una excursión a Bristol, Coleridge dice que "Moscheles se deleita con la vista del Canal de Bristol y agrega: "¿Qué puede ser mejor que la primera vista de las montañas galesas desde Clifton? Un panorama encantador? El lugar adecuado para escribir un adagio; las montañas azules forman un gran fondo para este brillante canal". El concierto para piano tuvo su primera interpretación, en Londres, poco después, el 16 de junio.
Antes de eso, sin embargo, en 1824 había aceptado una invitación para visitar a Abraham Mendelssohn Bartholdy en Berlín para dar algunas lecciones a sus hijos Felix y Fanny. Sus comentarios al conocerlos fueron: "Esta es una familia que nunca he conocido. Félix, un chico de quince años es un fenómeno. ¿Qué son todos los prodigios en comparación con él? ... Él ya es un artista maduro. Y la hermana mayor Fanny también es extraordinariamente talentosa". Poco después escribió: "Esta tarde ... le di a Felix Mendelssohn su primera lección, sin perder de vista por un momento el hecho de que estaba sentado al lado de un maestro, no un alumno".
Así comenzó una relación de extraordinaria intensidad que duró a lo largo y más allá de la vida de Mendelssohn (murió en 1847). Moscheles contribuyó decisivamente a llevar a Félix a Londres por primera vez en 1829: Abraham confió a Félix a su cuidado para esta visita. Moscheles se había preparado cuidadosamente para ello. En Londres, además de convertirse en un intérprete regular y exitoso, así como un asesor musical para las veladas de los Rothschild, se había convertido en una ayuda inapreciable para Sir George Smart y la Sociedad Filarmónica, aconsejándoles sobre los talentos de los músicos europeos que encontró en sus propias giras de conciertos. Cuando el propio Smart recorrió Europa en 1825 en busca de nueva música y músicos para la Sociedad, Moscheles le proporcionó a Smart una lista de contactos y cartas de presentación, incluidos Beethoven y Mendelssohn. (En Praga, el hermano de Moscheles actuó como guía de Smart). Smart visitó a los Mendelssohns en Berlín y quedó impresionado con Felix y Fanny. Esto eventualmente condujo a la invitación de Mendelssohn para actuar en la Sociedad en su visita de 1829.
En 1827, Moscheles actuó como intermediario entre la Sociedad Filarmónica y el moribundo Beethoven. Ayudó a persuadir a la Sociedad para enviar a Beethoven los fondos que necesitaba desesperadamente durante la enfermedad del compositor. A cambio, Beethoven ofreció escribir para la Sociedad su Décima Sinfonía (incompleta).
El gran éxito de Mendelssohn en Inglaterra desde 1829 hasta el final de su vida también se reflejó bien en su amigo. Aunque la música de Moscheles ya entonces se consideraba un poco anticuada, era muy demandado como profesor de música e incluía entre sus alumnos a muchos niños de las clases ricas y aristocráticas. También fue nombrado 'Pianista del Príncipe Alberto', un sinecura que sin embargo confirmó su estado.

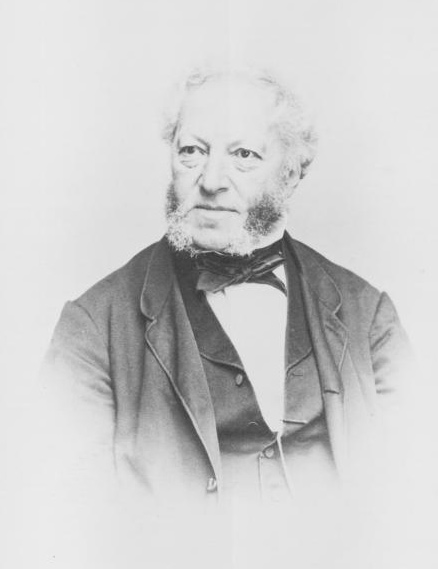
Moscheles en Leipzig

Moscheles nunca dejó de promocionar la música de Beethoven y dio muchos recitales de su música: en 1832 dirigió el estreno en Londres de Missa Solemnis de Beethoven y tradujo la biografía de Beethoven de A.F. Schindler al inglés. Fue uno de los primeros exponentes del recital de piano: el concierto de música para piano solo, cuya innovación se disputa entre Liszt y Moscheles. Moscheles reintrodujo notablemente el clavecín como un instrumento de recital en solitario. También actuó a menudo en concierto con Mendelssohn en Londres (y en otros lugares), uno de los grandes favoritos de ambos músicos fueron los conciertos de Bach para múltiples instrumentos de teclado. En estas ocasiones, Mendelssohn y Moscheles eran famosos por competir entre sí en cadencias improvisadas. Las interpretaciones del concierto de tres clavecines se dieron, en una ocasión con Thalberg en el tercer teclado, en otra con Clara Schumann. Moscheles a menudo aparecía como director, especialmente de Beethoven.

## Los años de Leipzig
Aunque a lo largo de este período Moscheles continuó escribiendo música y viajando en giras de conciertos, dependía en gran medida de la enseñanza para obtener ingresos, y esto lo puso bajo un estrés considerable. Por lo tanto, cuando Mendelssohn estableció un Conservatorio en Leipzig en 1843, estaba ansioso por atraer a su amigo Moscheles allí como colega, prometiéndole un amplio tiempo en sus horarios para concertar y hacer música. Después de varios años, Moscheles aceptó con gusto el puesto en 1846. Se convirtió en un miembro destacado y antiguo de la facultad del Conservatorio, enseñando piano allí durante varias décadas. El Conservatorio se convirtió en efecto en un santuario del legado musical de Mendelssohn. El crítico y pianista Edward Dannreuther, que estudió con Moscheles en Leipzig entre 1859 y 1863, escribió más tarde: "[…] Se decía que los dos viejos en la sala de piano del Conservatorio solían ensayar el Concierto en Re menor de Mendelssohn solos, desde las 12.30 h. del domingo hasta la hora del gallo. La fuerza del hábito, probablemente.
Por lo tanto, le tocó a Moscheles liderar el contraataque contra Wagner después del ataque sarcástico de este último contra Mendelssohn (y Meyerbeer) en su notorio artículo Das Judenthum in der Musik, lo que hizo al solicitar la renuncia del Junta del conservatorio del editor de Wagner, Brendel.  Al igual que Mendelssohn, Moscheles creía que la música había alcanzado su Edad de Oro durante el período de Bach a Beethoven, y sospechaba (aunque no necesariamente era antagonista) de las nuevas direcciones como las mostradas por Wagner, Liszt y Berlioz. Sin embargo, sus relaciones personales con todos estos (excepto quizás con Wagner) siguieron siendo cordiales. El legado de Mendelssohn en Gran Bretaña significaba que el Conservatorio de Leipzig tenía una gran reputación entre los músicos ingleses y entre los que estudiaron allí durante la época de Moscheles estuvieron Arthur Sullivan y Charles Villiers Stanford.
Moscheles murió en Leipzig el 10 de marzo de 1870, nueve días después de asistir a su último ensayo con la Orquesta de la Gewandhaus de Leipzig.

## Música
Entre sus 142 obras catalogadas, Moscheles escribió numerosas piezas sinfónicas; a excepción de una obertura y una sinfonía, todas son para piano y orquesta: ocho conciertos para piano y orquesta (de los que han llegado a nosotros en forma fragmentaria, pues las partes orquestales se han perdido), variaciones y fantasías sobre temas folclóricos. Además, dejó varias obras de música de cámara y buena cantidad de obras para piano solo, entre ellas sonatas para piano y los estudios que han continuado siendo practicados por los estudiantes avanzados aunque la música de Moscheles se eclipsara. También tiene algunas canciones. 
En la última década, con el modesto pero notable renacimiento del interés en las obras de este compositor y de sus colegas, muchas de sus obras son cada vez más accessibles en CD –en especial en sellos pequeños e independientes–.
El tema principal del finale de su Concierto para piano n.° 4 está basado en la canción «British Grenadiers».